# Dodge Polara

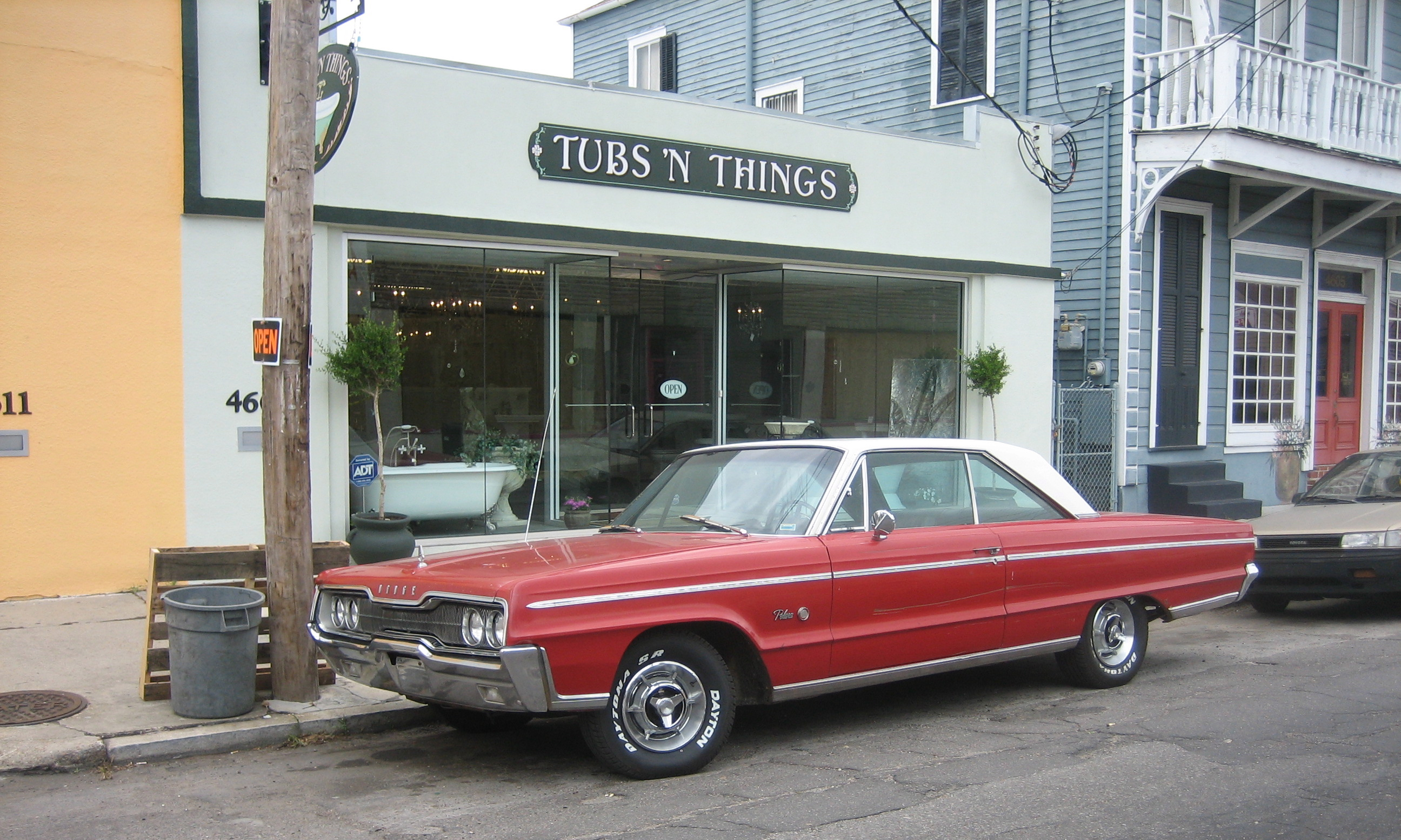
La Polara était positionnée au milieu de la gamme Dodge.

La Dodge Polara est une automobile de type full-size commercialisée en 1960 par le constructeur américain Dodge.
Après l'introduction de la Dodge Custom 880 en 1962, la plaque signalétique Polara désignait un modèle coupé un cran en dessous dans la gamme Dodge ; la Polara, cette année-là, avait été réduite à ce qui était en fait un statut intermédiaire ou de voiture de taille moyenne. Sous différentes formes, le nom Polara a été utilisé par Dodge jusqu'en 1973, lorsque sa position dans la gamme de Dodge a été remplacée par la Dodge Monaco. Le nom Polara est une référence à l'étoile Polaris, dans une tentative de marketing pour faire appel à l'excitation qui entoure la course à l'espace au début des années 1960. La Polara était une concurrente de la Ford Galaxie 500 et de la Chevrolet Impala.
L'année modèle 1960 a marqué la première année où tous les modèles Chrysler, à l'exception de l'Imperial, utilisaient une construction monocoque.

## 1960-1961

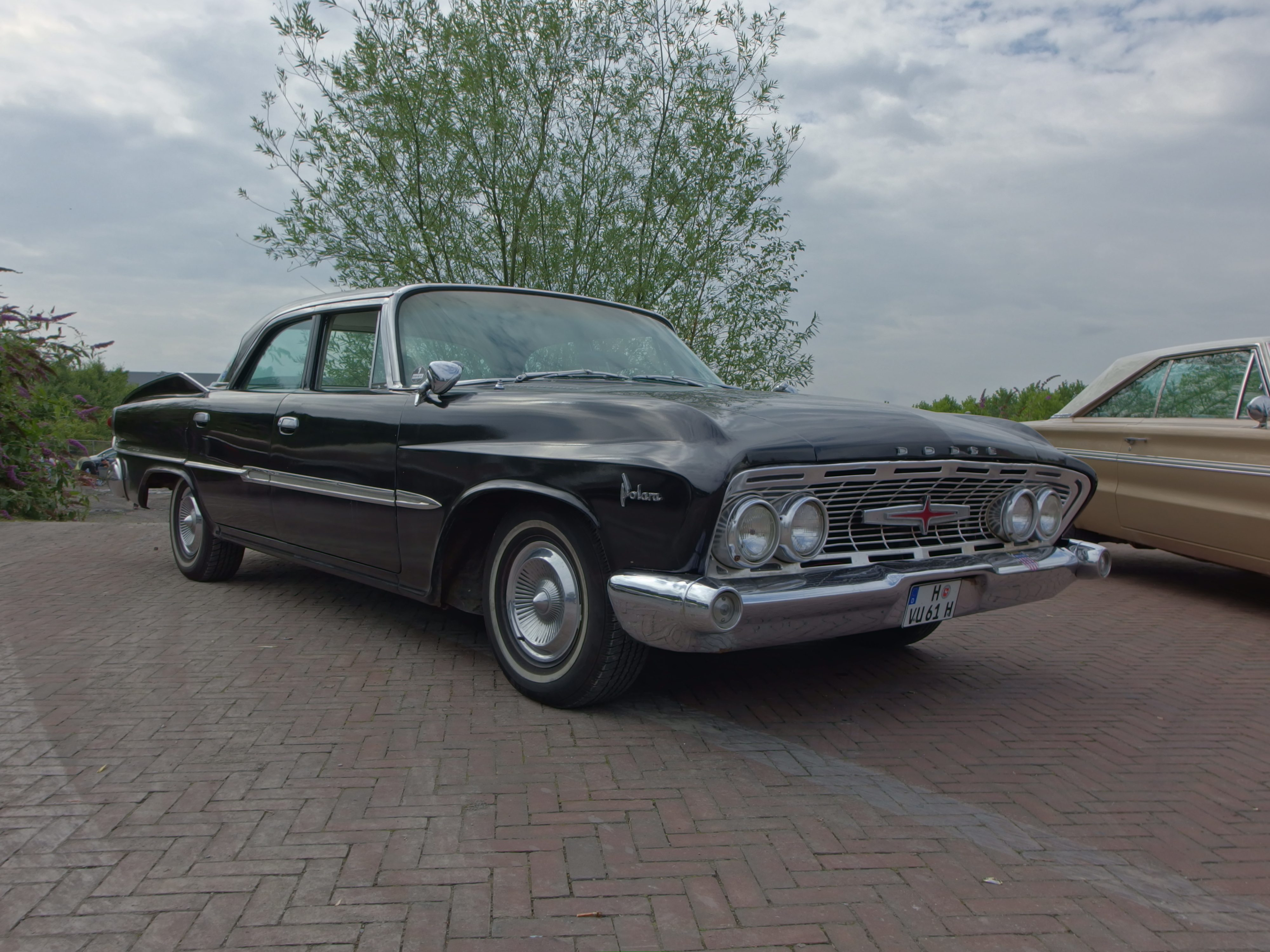
Dodge Polara.

La Polara de 1960, et d'autres Dodge full-size, comportaient des repères de style repris des modèles de 1959, elle-même une évolution des voitures Forward Look de Virgil Exner introduites en 1957. Les Polara et Dodge Matador haut de gamme ont continué à rouler sur l'empattement de 3 099 mm de leurs prédécesseurs, tandis qu'une nouvelle gamme de Dodge Dart full-size roulait sur un empattement plus court de 2 997 mm. La Polara était disponible en version convertible 2 portes, toit rigide à 2 portes, berline à toit rigide 4 portes, break à toit rigide 4 portes et berline conventionnelle (à colonnes) 4 portes.
Comme ces voitures, les Dodge full-size de 1960 ont continué avec les feux arrière empilés caractéristiques de la marque de style jet pod, cependant, la taille des feux a été considérablement augmentée par rapport aux lampes de l'année précédente, avec les feux inférieurs installés dans le pare-chocs arrière. Le design incorporait également les ailerons raccourcis de la marque Dodge, qui, sur la Polara, comprenaient de petites lentilles de feu arrière placées sur la surface verticale à l'arrière de l'aileron; encore une fois, le but de l'aileron raccourci était destiné à exagérer la longueur des "jet pod" qui maintiennent les feux arrière.
Les ailerons des Dart étaient plus courts en longueur et en hauteur car contrairement aux Dodge full-size, Polara et Matador, les Dart étaient basées sur une Plymouth et utilisaient beaucoup les formes de la tôle de la Plymouth ainsi que la porte arrière de la Plymouth. La porte arrière de la Plymouth n'avait aucune partie de l'aileron alors que sur les Dodge full-size, l'aileron commençait en fait sur la porte arrière (sur les 4 portes) et continuait à partir de là. Cela permettait à l'aileron de commencer plus tôt, sur la porte, et de se terminer plus tôt, par rapport à la pointe du feu arrière rond et d'apparaître aussi long, voir plus long que sur la Dart. L'effet net était que les ailerons de la Dart semblaient rabougris tandis que sur la Polara et la Matador, les ailerons semblaient proportionnés au reste de la voiture. À l'avant, la voiture comportait une petite calandre composée de huit rayons rectangulaires en aluminium anodisé imbriqués au-dessus du pare-chocs avant massif (et complexe) chromé. En tant que modèle haut de gamme, la Polara présente de meilleurs tissus intérieurs et de meilleurs garnitures. Les Polara ont également reçues plus de garnitures à l'extérieur, notamment un garde-pierre chromée à l'arrière des logements de roue arrière, une garniture chromée sur toute la longueur et une large garniture chromée en forme de lance au sommet du logements de phares.
Pour 1961, Dodge a abandonné la Matador, laissant la Polara comme seul modèle « senior » de la gamme Dodge. Les Dart de l'empattement plus court ont continué. Pour 1961, le département de style d'Exner a inversé les ailerons de la voiture, les rendant plus grands alors qu'ils affluaient vers la lunette arrière. Les ailerons s'inclinent vers l'arrière de la voiture, ils se coupent légèrement vers le centre (pour permettre un logement unique de chaque côté pour les feux arrière) de l'arrière du véhicule, s'enroulant vers le bas puis en arrière le long de l'aile latérale pour former un pilier C chromée au forme accentuée. L'effet global fait que l'arrière de la voiture semble se "plissé" sous les angles créés par le design. À l'avant, le traitement du pare-chocs massif, qui étaient une marque de fabrique de Dodge depuis 1957, a été remplacé par une conception de barre simple, au-dessus de laquelle il y avait une calandre massive concave partagée avec la Dodge Dart.
Le style révisé de la gamme Dodge de 1961 était différent de toute autre chose sur du marché américain de cette époque (à l'exception des Plymouth de 1961, qui étaient toutes aussi uniques dans leurs styles) et les consommateurs ont voté pour le restylage de 1961 avec leurs dollars pour l'achat de ces voitures. Les ventes de Dodge full-size ont plongé à leur plus bas niveau depuis la création des entreprises en 1914, avec seulement 14 032 unités produites aux États-Unis. Pour la deuxième année consécutive, la marque a été portée par la Dart qui a enregistré des ventes de 142 000 unités pour l'année. Les ventes totales de Dodge pour 1961 étaient en baisse de 53 % par rapport à 1960, faisant passer la marque de la sixième à la neuvième place sur le marché américain.

## 1962-1964
Tous les modèles de Dodge ont été repensés avec une carrosserie sculptée plus petite, plus légère et sur un empattement de 2 946 mm pour 1962. Ce fut la première voiture à plate-forme B de la Chrysler Corporation. Cette décision est intervenue après que le président de Chrysler ait entendu mais mal compris le chef de Chevrolet, Ed Cole, qui aurait déclaré que les plus grandes voitures de Chevrolet seraient réduites en 1962. Les concepteurs de Chrysler ont été obligés de reprendre la gamme prévue des Dodge full-size de 1962 et de raccourcir leurs conceptions pour les adapter à un empattement plus compact dans un effort de dernière minute pour rivaliser avec ce qui était censé être une nouvelle Chevrolet plus petite. Cependant, Chevrolet a en fait offert une gamme de voitures véritablement full-size pour 1962, et Dodge et Plymouth étaient coincés avec des voitures plus petites dont le public et la presse automobile trouvaient stylistiquement maladroite. Les nouveaux modèles de Dodge étaient plus proches de la nouvelle Fairlane de Ford que des modèles full-size de Ford ou GM.
Réalisant rapidement l'erreur fatale qu'ils avaient commise, Dodge assembla rapidement une nouvelle voiture full-size en utilisant l'avant de la Dodge Polara de 1961 et la carrosserie de la Chrysler de 1962. Ce nouveau modèle full-size était connu sous le nom de Custom 880 et est devenu le modèle haut de gamme de Dodge lors de son introduction le 21 janvier 1962. En 1963, une version à plus faible spécification a été proposée, connue simplement sous le nom de Dodge 880. La climatisation était à 455 $.
Parmi les Dodge à plate-forme B de 1962, il y avait un modèle sportif appelé Polara 500. Elle était disponible en tant que toit rigide et cabriolet deux portes et un toit rigide à 4 portes a été ajouté en décembre. L'équipement standard comprenait un V8 de 6,0 L de 307 ch (227 kW) avec un carburateur quatre corps et un double échappement. Sous la Polara 500, en ordre décroissant, se trouvaient la Dart 440 et la Dart 330. Pour 1962, il n'y avait pas de modèle nommé simplement « Polara ». Ces modèles étaient commercialisés au Canada sous le nom de Dodge 440 et Dodge 330, et une Dodge 220 de base était également offerte seulement au Canada.
Les Dodge étaient disponibles avec des moteurs V8 en option allant jusqu'à 6,8 L. Ces Dodge de taille moyenne (et les modèles similaires de Plymouth) ont concouru avec succès en tant que stock car dans les courses de la NASCAR et dans des courses de dragsters de la catégorie stock automatique, où leur plus petite taille et leur poids plus léger leur donnaient un avantage sur les plus grandes voitures de Ford et de General Motors.
La carrosserie de base du modèle de 1962 a continué jusqu'en 1964, révisée et allongée par le nouveau vice-président du style de Chrysler, Elwood Engel. La gamme Polara s'est finalement agrandie pour inclure une berline 4 portes. Pour 1963 et 1964, la Polara 500 n'était disponible qu'en version cabriolet ou à toit rigide.
Pour l'année modèle 1963, l'empattement a été porté à 3 023 mm et la voiture a reçu une nouvelle carrosserie. Le nom Dart a été réaffecté à la gamme des voitures compactes de Dodge, qui était auparavant connue sous le nom de Dodge Lancer. Sous la Polara se trouvaient les 440 et 330 ordinaires. Les modèles de 1964 ont reçu un avant révisé et de nouveaux feux arrière pour les distinguer des voitures de 1963. Le traitement de l'extrémité arrière s'inspire de la Chevrolet Impala, les modèles Polara comportant désormais six petits feux arrière de forme carrée (trois de chaque côté) entourés d'un joli panneau de garniture lumineux. Les petites Dodge de taille moyenne ne comportaient que quatre feux arrière (deux de chaque côté) et n'avaient pas le panneau de garniture lumineux. Un nouveau pilier C pour les coupés à toit rigide, combiné avec le style avant et arrière plus attrayant, donnait aux modèles de l'année 64 un aspect totalement nouveau (et aussi plus long / plus bas / plus large), entraînant une augmentation significative des ventes par rapport à 1963.
La Polara 500 a continué d'être le modèle sportif du milieu de la gamme Dodge, en concurrence avec la Ford Galaxie 500 / XL full-size et l'Impala Super Sport de Chevrolet, avec une garniture en aluminium anodisé le long des flancs, des sièges baquets et une sellerie en vinyle de luxe.

## 1965-1968
Pour 1965, Chrysler a ramené la Polara à la plate-forme C full-size de Chrysler, qui était partagée avec des modèles de Chrysler et Plymouth. Une fois encore offerte dans une gamme complète de carrosseries (berlines, toit rigide, break , etc.), la Polara a en effet remplacée la 880 et est restée un cran en dessous de la Custom 880, et le nouveau coupé Monaco à toit rigide était maintenant le modèle haut de gamme de Dodge. Les précédentes Dodge de taille moyenne qui étaient vendues sous les noms de Polara 500, Polara 440 et 330 ont continué d'être produite sous le nom de Dodge Coronet, leur empattement diminuant à 2 972 mm. Ces Polara étaient critiquées pour leur faible consommation de carburant, certaines configurations ne faisant que 12 miles sur un gallon d'essence. Dans l'année modèle 1966, la Monaco remplacerait la Custom 880 comme modèle intermédiaire tandis qu'une nouvelle Monaco 500 remplacerait la Monaco précédente de 1965. Les modèles de 1967 ont reçu un lifting et le coupé à toit rigide a adopté un style de toit semi-fastback avec une lunette arrière inclinée vers l'arrière. Les modèles de 1967 comprenaient une nouvelle finition de sécurité requis par le gouvernement américain qui comprenait une colonne de direction à absorption d'énergie et un volant de sécurité, des commandes de tableau de bord émoussées, davantage de rembourrage intérieur et un maître-cylindre de frein à double circuit. Les modèles de l'année 1968 ajoutaient des ceintures de sécurité pour les occupants des extrémités avant et des feux de position latéraux en plus des équipements de sécurité de 1967.
Une caractéristique constante des modèles de 1965 à 1968 était le style tendu et à bords carrés, qui était mis à jour chaque année. De 1965 à 1970, la Polara sera la seule Dodge full-size disponible en tant que cabriolet aux États-Unis.

## 1969-1973
La nouvelle Polara de 1969 portait un design épuré à larges épaules appelé Fuselage Design, qui se poursuivrait pendant les cinq prochaines années modèles. Les nouvelles exigences de sécurité comprenaient des appuie-tête sur les sièges avant.
Pour 1969, la Polara 500 a été réintroduite en tant que gamme intermédiaire entre la Polara standard et la Monaco haut de gamme. La Polara 500 était disponible en version cabriolet ou à toit rigide. Les moteurs disponibles comprenaient des moteurs V8 de 318, 383 et 7,2 L, ainsi qu'un moteur slant-6 de 3,7 L. Les modèles Dodge Polara de 1969 offraient l'option Super-Lite, qui plaçait un projecteur auxiliaire faisceau à péage à quartz dans la calandre côté conducteur.
En 1970, la Polara a reçu un nouveau style avant et arrière qui comprenait un pare-chocs enroulé autour de la calandre et des phares. La Polara 500 a été remplacée par la Polara Custom en tant que coupé à toit rigide, berline à toit rigide 4 portes et berline classique 4 portes. Il y avait aussi une Polara Special dépouillée, disponible en tant que berline ou break 4 portes. 1970 était la dernière année où la Polara serait disponible dans un style de carrosserie convertible (avec 842 produite, cela la rend extrêmement rare aujourd'hui), et Dodge ne proposerait plus jamais de cabriolet full-size. Les modèles du début de l'année 1970 comportait un pare-chocs arrière médaillon. Ce pare-chocs était représenté dans toute la documentation commerciale, mais a été abandonné des modèles fin août ou début septembre 1969 et remplacé par un pare-chocs simple dépourvu du médaillon Fratzog central. Dodge a également abandonné l'option Super-Lite à la fin de l'année modèle 1970 en raison du manque d'intérêt des consommateurs et des problèmes de légalité dans certains États. Les modèles des années 1970 ont également reçu une nouvelle colonne de direction verrouillable qui verrouillait le volant et le levier de changement de vitesses sur colonne lorsque la clé était retirée.
La Polara Special a été abandonnée en 1971 pour une nouvelle gamme : la Polara Brougham, positionnée au-dessus de la Polara Custom mais en dessous de la Monaco. La Polara Brougham n'était disponible qu'en version coupé à toit rigide ou berline à toit rigide 4 portes. Le V8 360 a également été introduit pour 1971.
L'année modèle 1972 a été marquée par un lifting avec une nouvelle tôle et l'arrêt du modèle Polara Brougham. Les modèles de 1973 ont reçu un nouveau style avant (qui ressemblait aux grandes Chevrolet de 1970), sans le pare-chocs avant enveloppant précédent.
Les ventes de la Polara étaient en baisse. Après avoir été éclipsé par la Monaco, Dodge a abandonné la Polara après 1973. La crise énergétique de l'automne 1973, stimulée par l'embargo pétrolier arabe, a entraîné une baisse des ventes de toutes les voitures full-size américaines, ce qui n'a pas fourni une bonne économie de carburant. La Monaco redessinée de 1974 a remplacé la Polara.

## En Argentine
En Argentine, le nom Polara était utilisé pour désigner une gamme de véhicules développés sur la base de la Dodge Dart nord-américaine de 1967-1969. Ces voitures ont été fabriquées en versions berline et coupé entre 1968 et 1980 par la filiale Chrysler-Fevre Argentina S.A..
Bien que la Polara argentine était badgée en tant que Dodge, elle était commercialisée aux côtés de la variante argentine de la Plymouth Valiant (dérivée de la Plymouth Valiant américaine, de la première et de la deuxième génération de la Chrysler Valiant australienne et des troisième et quatrième générations de la Dodge Dart américaine). Les modèles de la variante berline étaient modèles basés sur la même carrosserie, avec le modèle de base connu sous le nom de Polara et la version de luxe sous le nom de Coronado. Les modèles de la variante coupé étaient également basés sur la même carrosserie, avec le modèle de base connu sous le nom de Dodge Polara Coupé, la version sportive sous le nom de Dodge Polara R / T, tous ces modèles comportaient le moteur six cylindres en ligne Slant-6 225 de 3,7 L, et la version haute performance de luxe était connu sous le nom de Dodge GTX. Ce dernier modèle était équipé d'un V8 de 5,2 L, considéré comme le moteur le plus puissant jamais produit en Argentine. Les autres modèles de cette gamme étaient les Dodge Valiant, Polara GT et Polara Diesel, toutes des berlines 4 portes.
La gamme des voitures Dodge Polara a été conçue exclusivement pour le marché argentin. L'intérieur, en particulier le tableau de bord, est similaire à celui des voitures Dodge Dart – Plymouth Valiant du début des années 1970[réf. nécessaire]. Les coupés n'étaient pas disponibles en grand nombre[réf. nécessaire], mais sont collectés par des passionnés[réf. nécessaire]. Elles étaient difficiles à vendre car la consommation d'essence est élevée par rapport aux voitures à 4 et 6 cylindres auxquelles le consommateur argentin est habitué[réf. nécessaire]. Plusieurs travaux de restylage sur toute la ligne, dont de nouvelles extrémités avant et arrière, ont été effectués tout au cours de sa durée de vie[évasif][réf. nécessaire].
Un magazine automobile, Corsa, a testé sur route un coupé Polara GTX avec un V8 de 215 ch (158 kW) à 4 400 tr/min, 418 N m à 2 600 tr/min et avec un taux de compression de 8,5:1. Elle a atteint une vitesse de pointe de 189 km/h et a atteint le 0-100 km/h en 10,2 secondes.
Il y avait aussi une version de ce modèle, construite de 1971 à 1978 et exportée vers l'Espagne en tant que kit démonté en coopération avec la société Barreiros, connue sous le nom de Dodge 3700.

## Au Brésil
Au Brésil, la plaque signalétique Polara a été relancée en 1977 pour une version de la Chrysler Avenger. Elles étaient vendues jusqu'en 1981.
Il y avait aussi une version berline et break de ce modèle, construite dans les années 1970 en Argentine sur base de la voiture connue sous le nom de Dodge 1500, jusqu'à ce que Volkswagen reprenne Chrysler Fevre Argentina SAIC et y compris l'outillage pour la voiture en 1980. Depuis lors et jusqu'en 1988, la voiture était vendue sous le nom de Volkswagen 1500 en Argentine (à ne pas confondre avec la Type 3, également vendue sous le nom de Volkswagen 1500 sur la plupart des marchés, y compris une version similaire avec un moteur 1600 au Brésil).